# Escuts i banderes de l'Alt Urgell
Els escuts i banderes de l'Alt Urgell són el conjunt de símbols que representen els municipis d'aquesta comarca.
Pel que fa als escuts comarcals, cal dir que s'han creat expressament per representar els Consells i, per extensió, són el símbol de tota la comarca.
En aquest article s'hi inclouen els escuts i les banderes oficialitzats per la Generalitat des del 1981, concretament per la conselleria de Governació, que en té la competència, amb la supervisió de l'heraldista Armand de Fluvià.
D'aquesta manera, l'heraldista proposa a cada municipi un escut i una bandera a partir de la tradició. A la Seu d'Urgell, on hi ha una bandera tradicional des de fa 500 anys però no oficialitzada, se li va presentar una proposta l'any 1990 però encara no se n'ha obtingut resposta.
És per això que algun d'aquests escuts municipals són posats en dubte per l'assessor en matèria d'heràldica de la Generalitat, el genealogista i heraldista Armand de Fluvià. Tal és el cas de l'escut i bandera de la Seu d'Urgell, a títol d'exemple.
A la comarca, la Seu d'Urgell és l'únic municipi sense escut ni bandera oficials.

## Escuts oficials
L'escut oficial de l'Alt Urgell té escut caironat escacat d'or i de sable; ressaltant sobre el tot una banda d'argent; la bordura componada d'or i de gules. Per timbre una corona mural de comarca. Va ser aprovat el 10 de juliol de 1991. L'escacat d'or i de sable són les armes del comtat d'Urgell, que s'estenia per la comarca i més enllà dels seus límits; precisament la banda d'argent és un element distintiu per diferenciar l'escut d'aquesta comarca del d'altres com la Noguera, l'Urgell o el Pla d'Urgell, que també tenen el seu territori en els dominis de l'antic comtat. La bordura al·ludeix als quatre pals de l'escut de Catalunya.

Alàs i Cerc Aprovat el 23 d'agost de 1993.
EMD d'Ars Aprovat el 8 d'abril de 2013.
Arsèguel Aprovat el 9 de juliol de 1993.
Bassella Aprovat el 17 de gener del 2006.
Cabó Aprovat el 20 de juny de 1988.
Cava Aprovat el 26 de maig del 2000.
Coll de Nargó Aprovat el 25 d'octubre de 1985.
Estamariu Aprovat el 9 d'octubre de 1992.
Fígols i Alinyà Aprovat el 23 de maig de 1993.
EMD de la Guàrdia d'Ares Aprovat el 7 d'octubre de 2010.
Josa i Tuixén Aprovat el 28 de desembre de 2012.
Montferrer i Castellbò Aprovat el 29 de gener de 1993.
Oliana Aprovat el 13 de maig de 1991.
Organyà Aprovat el 26 de març de 1996.
Peramola Aprovat el 6 d'agost de 1985.
el Pont de Bar Aprovat el 10 de gener de 1996.
Ribera d'Urgellet Aprovat el 13 de març de 1991.
Escut oficiós de l'Ajuntament de la Seu d'Urgell
EMD de Taús Aprovat el 12 de setembre de 2022.
les Valls d'Aguilar Aprovat el 6 d'abril de 1999.
les Valls de Valira Aprovat el 31 de març del 2000.
la Vansa i Fórnols Aprovat el 16 de juny de 1983.

## Banderes oficials

Alàs i Cerc Aprovada el 28 octubre de 2009.
EMD d'Ars Aprovada el 26 d'agost de 2015.
Arsèguel Aprovada el 28 octubre de 2009.
Bassella Aprovada el 27 de febrer de 2007.
Cabó Aprovada el 17 de juny de 2008.
Estamariu Aprovada el 8 de juny de 1995.
Josa i Tuixén Aprovada l'11 de febrer de 2014.
Organyà Aprovada el 26 de març de 1996.
Peramola Aprovada el 7 de juny de 2006.
Ribera d'Urgellet Aprovada el 13 de març de 1991.
les Valls d'Aguilar Aprovada el 10 de novembre de 2000.